# Nekrolog 1530
Nekrolog
◄◄
| ◄
| 1526
| 1527
| 1528
| 1529
| 1530 | 1531 | 1532 | 1533 | 1534 | ► | ►►
Weitere Ereignisse | Allgemeiner Nekrolog 1530
Die Beschreibung der verstorbenen Person sollte so kurz wie möglich gehalten sein und nur deren signifikante Tätigkeit(en) enthalten.
Neue Namen ggf. auch unter dem Geburts- und Sterbedatum, also etwa unter 1. Januar und im Geburts- und Sterbejahr (2024) eintragen (nur bei entsprechender großer Wichtigkeit). Für Beispiele siehe die schon vorhandenen Artikel.
Außerdem über die fünf zuletzt Verstorbenen, zu denen es einen ausreichend guten Artikel für eine Präsentation auf der Hauptseite gibt, nach der todesbedingten Überarbeitung der Artikel ggf. auch unter Wikipedia Diskussion:Hauptseite informieren und sie am besten auch in den anderen Wikipedia-Sprachversionen eintragen. Tipp: Regelmäßig bei news.google.de nach „ist tot“, „gestorben“ oder „verstorben“ suchen.
Wenn eine Person gestorben ist, gibt es viele Seiten zu dieser Person in der Wikipedia, die davon auch betroffen sind und entsprechend aktualisiert werden müssen. Beispiele: Namenübersichtsseite, Geburtsjahr, Geburtsort-Seiten und viele mehr.
Wie finde ich die betroffenen Seiten?
Im Suchfeld auf der linken Seite gibt man den Suchbegriff so ein: „Vorname Nachname“. Dann klickt man auf Volltext und alle Seiten mit entsprechendem Suchtext werden aufgerufen. Hier sieht man dann schnell, wo auch das Todesjahr Sinn macht oder sogar ein Teil des Artikels angepasst werden muss. Auch hilft das „Werkzeug“ auf der linken Seite sehr gut, um solche Seiten aufzufinden: „Links auf diese Seite“. Somit ist die Wikipedia wieder aktuell in allen Bereichen! Hinweis: bei Eintragung der Kategorie „Gestorben JAHR“ wird der Missbrauchsfilter 49 ausgelöst, was jedoch nicht schlimm ist. Siehe: Spezial:Missbrauchsfilter/49
Dies ist eine Liste von im Jahr 1530 verstorbenen bekannten Persönlichkeiten. Die Einträge erfolgen innerhalb der einzelnen Daten alphabetisch sortiert. Tiere sind im Nekrolog für Tiere zu finden.

## Januar
| Tag       | Name              | Beruf, bekannt als              | Alter | Beleg |
| --------- | ----------------- | ------------------------------- | ----- | ----- |
| 2. Januar | Stephana Quinzani | Terziarin des Dominikanerordens | 72    |       |

## Februar
| Tag         | Name                | Beruf, bekannt als                       | Alter | Beleg |
| ----------- | ------------------- | ---------------------------------------- | ----- | ----- |
| 24. Februar | Properzia de’ Rossi | italienische Bildhauerin der Renaissance |       |       |

## März
| Tag      | Name            | Beruf, bekannt als                                                                          | Alter | Beleg |
| -------- | --------------- | ------------------------------------------------------------------------------------------- | ----- | ----- |
| 12. März | Barthold Moller | deutscher römisch-katholischer Theologe, Hochschullehrer und Rektor der Universität Rostock |       |       |
| 12. März | Søren Norby     | dänischer Flottenführer und königlicher Amtmann                                             |       |       |
| 26. März | Gall Fischer    | Anhänger der Täuferbewegung, Chiliast                                                       |       |       |
| 30. März | Augustin Bader  | Augsburger Täuferführer und Chiliast                                                        |       |       |

## April
| Tag       | Name                      | Beruf, bekannt als                                 | Alter | Beleg |
| --------- | ------------------------- | -------------------------------------------------- | ----- | ----- |
| 18. April | Franz Lambert von Avignon | evangelischer Theologe, hessischer Reformator      |       |       |
| 28. April | Niklaus Manuel            | Berner Dramatiker, Maler, Graphiker und Staatsmann |       |       |

## Mai
| Tag    | Name                        | Beruf, bekannt als                  | Alter | Beleg |
| ------ | --------------------------- | ----------------------------------- | ----- | ----- |
| 4. Mai | Niklas Graf Salm der Ältere | Feldherr und Verteidiger Wiens 1529 |       |       |

## Juni
| Tag      | Name                           | Beruf, bekannt als                                                               | Alter | Beleg |
| -------- | ------------------------------ | -------------------------------------------------------------------------------- | ----- | ----- |
| 4. Juni  | Massimiliano Sforza            | Herzog von Mailand                                                               | 37    |       |
| 5. Juni  | Mercurino Arborio di Gattinara | italienischer Jurist und Staatsmann                                              | 64    |       |
| 10. Juni | Konrad Tockler                 | Arzt, Mathematiker, Astronom und Schriftsteller                                  |       |       |
| 28. Juni | Margarethe von Münsterberg     | schlesische Prinzessin aus dem Haus Münsterberg, durch Heirat Fürstin von Anhalt | 56    |       |
| 29. Juni | Anna von Württemberg           | Tochter von Herzog Ulrich von Württemberg und Sabina von Bayern                  | 17    |       |
| Juni     | Felix von Werdenberg           | deutscher Adliger, kaiserlicher Gesandter                                        |       |       |

## Juli
| Tag  | Name         | Beruf, bekannt als                | Alter | Beleg |
| ---- | ------------ | --------------------------------- | ----- | ----- |
| Juli | Konrad Rupff | deutscher Sang- und Kapellmeister |       |       |

## August
| Tag        | Name                               | Beruf, bekannt als                                          | Alter | Beleg |
| ---------- | ---------------------------------- | ----------------------------------------------------------- | ----- | ----- |
| 3. August  | Philibert de Chalon                | französischer Adliger, Fürst von Orange, Herzog von Gravina | 28    |       |
| 3. August  | Francesco Ferrucci                 | italienischer Heerführer                                    |       |       |
| 6. August  | Jacopo Sannazaro                   | italienischer Dichter                                       |       |       |
| 10. August | Konstantin Iwanowitsch Ostroschski | ruthenischer Fürst und Großhetman Litauen                   |       |       |
| 28. August | Gerold Edlibach                    | Schweizer Chronist und Politiker                            | 75    |       |
| 30. August | Kilian Germann                     | Fürstabt von St. Gallen                                     |       |       |

## September
| Tag           | Name             | Beruf, bekannt als                  | Alter | Beleg |
| ------------- | ---------------- | ----------------------------------- | ----- | ----- |
| 29. September | Andrea del Sarto | italienischer Maler der Renaissance | 44    |       |

## Oktober
| Tag         | Name                               | Beruf, bekannt als                                                                                      | Alter | Beleg |
| ----------- | ---------------------------------- | --- | ----- | ----- |
| 6. Oktober  | Everhard von Haren                 | Schöffe und Bürgermeister der Reichsstadt Aachen                                                        |       |       |
| 10. Oktober | Thomas Grey, 2. Marquess of Dorset | englischer Adliger, Höfling und Militär                                                                 | 53    |       |
| 20. Oktober | Hermann von Neuenahr der Ältere    | deutscher humanistischer Theologe, Staatsmann, Naturwissenschaftler und Kanzler der Universität zu Köln |       |       |
| Oktober     | Jan Černý                          | tschechischer Arzt und Geistlicher der Unität der Böhmischen Brüder                                     |       |       |

## November
| Tag          | Name             | Beruf, bekannt als                                                        | Alter | Beleg |
| ------------ | ---------------- | ------------------------------------------------------------------------- | ----- | ----- |
| 3. November  | Henning Osthusen | deutscher Jurist, Ratssekretär der Hansestadt Lübeck und Lübecker Domherr |       |       |
| 28. November | Thomas Wolsey    | englischer Staatsmann und römisch-katholischer Kardinal                   |       |       |
| November     | Joan Rosembach   | katalanischer Priester und Buchdrucker                                    |       |       |

## Dezember
| Tag          | Name                     | Beruf, bekannt als                                    | Alter | Beleg |
| ------------ | ------------------------ | ----------------------------------------------------- | ----- | ----- |
| 1. Dezember  | Margarete von Österreich | österreichische Erzherzogin, Regentin der Niederlande | 50    |       |
| 22. Dezember | Willibald Pirckheimer    | deutscher Humanist                                    | 60    |       |
| 26. Dezember | Babur                    | Kaiser von Indien, der Gründer des Mogulreiches       | 47    |       |

## Datum unbekannt
| Tag | Name                                | Beruf, bekannt als                                             | Alter | Beleg |
| --- | ----------------------------------- | -------------------------------------------------------------- | ----- | ----- |
|     | Johannes Amandi                     | deutscher Theologe und Reformator                              |       |       |
|     | Georg Aportanus                     | deutscher Theologe und Reformator                              |       |       |
|     | Stephan Báthory                     | ungarischer Adliger und Heerführer                             |       |       |
|     | Noel Bauldeweyn                     | franko-flämischer Komponist und Sänger                         |       |       |
|     | Luis de Beaumont, 3. Conde de Lerín | navarresischer Adliger                                         |       |       |
|     | Franz Birckmann                     | deutscher Buchhändler und Renaissance-Humanist                 |       |       |
|     | Bramantino                          | italienischer Maler                                            |       |       |
|     | Pêro da Covilhã                     | portugiesischer Diplomat und Forscher                          |       |       |
|     | Skanderbeg Crnojević                | montenegrinischer Adeliger                                     |       |       |
|     | Hermann Falcke                      | Bürgermeister der Hansestadt Lübeck                            |       |       |
|     | Mila Gojsalić                       | Volksheldin und Märtyrerin                                     |       |       |
|     | Simon Grunau                        | Dominikaner in Danzig und alt-preußischer Historiograph        |       |       |
|     | Georg Grünwald                      | deutscher Reformator und Kirchenlieddichter                    |       |       |
|     | Johanna von Kastilien               | portugiesische Königin                                         |       |       |
|     | Johann von der Leyten               | deutscher Maler und Fassmaler der Spätgotik                    |       |       |
|     | Johann Mantel I.                    | deutscher reformierter Theologe und Reformator                 |       |       |
|     | Quentin Massys                      | flämischer Maler und Mitbegründer der Antwerpener Malerschule  |       |       |
|     | Mingyinyo                           | König von Taungu im heutigen Birma                             |       |       |
|     | Andrés de Tapia Motelchiuh          | Gouverneur und cuauhtlato in Tenochtitlán                      |       |       |
|     | Domenico Panetti                    | italienischer Maler                                            |       |       |
|     | Rodrigo de Peñalosa Toledo          | Landsknecht und Botschafter Spaniens im Vereinigten Königreich |       |       |
|     | Jean Perréal                        | französischer Hofkünstler                                      |       |       |
|     | Pietro de Saliba                    | italienischer Maler                                            |       |       |
|     | Johann Salige                       | Kaufmann und Ratsherr der Hansestadt Lübeck                    |       |       |
|     | Janusz Świerczowski                 | polnischer Adeliger, Beamter und Offizier                      |       |       |
|     | Bartolomé de Torres Naharro         | spanischer Dichter und Dramatiker                              |       |       |
|     | Wolfgang Ulimann                    | Schweizer Täuferprediger                                       |       |       |
|     | Stephan von Venningen               | Ortsherr in Grombach, das er 1498 erwarb                       |       |       |
|     | Gilbert Winram                      | schottischer Theologe                                          |       |       |